# باول تشايلد (مغني)
باول تشايلد (بالإنجليزية: Paul Child)‏ هو مغني بريطاني، ولد في 23 سبتمبر 1969 في بريدجند ‏ في المملكة المتحدة.

## وصلات خارجية
- الموقع الرسمي